# Салманов, Пётр Алексеевич
Пётр Алексеевич Салманов (1817 — 1 июня 1882) — русский писатель и издатель, юрист.

## Биография и творчество
О биографии Салманова известно мало. 
В 1860 году основал в Санкт-Петербурге «Юридический журнал» . В журнале сотрудничали И. А. Арсеньев, С. И. Баршев, К. Д. Кавелин, П. Д. Колосовский, А. П. Чебышёв-Дмитриев, И. Н. Шилль и другие. Своей целью журнал ставил распространение юридических сведений среди читателей-неспециалистов. В политическом плане издание придерживало умеренно-либерального направления.
«Юридический журнал» просуществовал только до 1861 года, после чего закрылся.
В 1862 году Салманов опубликовал в Санкт-Петербурге отдельной книгой прозаическое произведение «Дитя» с подзаголовком «Повесть из русского оконченного дела». Произведение первое время пользовалось популярностью у читателей и в 1879 году было переиздано. 
В 1863 году Салманов издал драму «Голос совести». В 1877 году — роман «Убийца», с подзаголовком, практически идентичным подзаголовку первого произведения: «Роман из русского оконченного дела» (выполнявшего функцию современной фразы «сюжет основан на реальных событиях»). 
В 1881 году Салманова опубликовал исторический роман «Князь Борис Щеглятев» (полный текст романа доступен по ссылке), действие которого происходит в XIII веке, в период Батыева нашествия на Русь.
В 1882 году Салманов скончался.
Произведения Салманова даже при его жизни, несмотря на заметную популярность среди читателей, встречали достаточно прохладный приём у критиков.
Согласно замечанию автора статьи о Салманове в дореволюционном Русском биографическом словаре (РБС), «Романы и повести Салманова — плоды его скромного таланта — умерли для читателей вместе с их автором».